# Entodon gracilis
Entodon gracilis là một loài Rêu trong họ Entodontaceae. Loài này được (Ångström) A. Jaeger mô tả khoa học đầu tiên năm 1878.